# Irina Rodnina
Irina Konstantinovna Rodnina (tiếng Nga: Ирина Константиновна Роднина, IPA: [ɪˈrʲinə kənstɐnˈtʲinəvnə rədʲnʲɪˈna]; sinh ngày 12 tháng 9 năm 1949) là một chính trị gia và là cựu vận động viên trượt băng nghệ thuật người Nga. Bà là vận động viên trượt băng nghệ thuật thi đấu đôi nam nữ duy nhất giành được 10 chức vô địch thế giới liên tiếp (1969–78) và ba huy chương vàng Olympic liên tiếp (1972, 1976, 1980). Bà được bầu vào Duma Quốc gia trong cuộc bầu cử lập pháp năm 2007 với tư cách là thành viên đảng Nước Nga Thống nhất của Tổng thống Vladimir Putin. Là một vận động viên trượt băng nghệ thuật, ban đầu Rodnina thi đấu cặp với Alexei Ulanov và sau đó hợp tác với Alexander Zaitsev. Rodnina là vận động viên trượt băng đôi đầu tiên giành được danh hiệu Olympic với hai đối tác khác nhau, sau này chỉ có thêm Artur Dmitriev làm được điều tương tự.

## Sự nghiệp trượt băng nghệ thuật
Trong những năm trước khi đi học, Irina Rodnina đã bị viêm phổi 11 lần. Vào năm 1954, với quyết định đăng ký cho bà tham gia một hoạt động, cha mẹ bà đã đưa Rodnina đến sân trượt băng đầu tiên, trong Công viên Trẻ em Pryamikov ở Moscow. Kể từ lớp sáu của trường trung học, khi mới 13 tuổi, bà được đào tạo tại Trường Thể thao Thanh thiếu niên và Trẻ em của CSKA tại Leningradsky Prospekt.

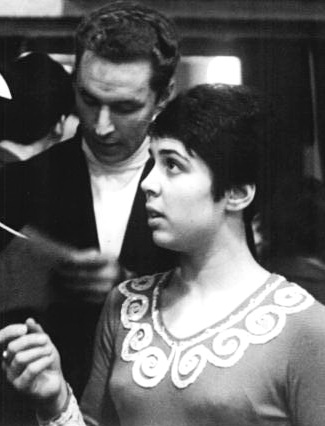
Rodnina và Ulanov năm 1970

Đến năm 1963, Rodnina bắt đầu trượt băng với bạn nhảy đầu tiên là Oleg Vlasov, với huấn luyện viên Sonia và Milan Valun. Năm 1964, huấn luyện viên của Rodnina là Stanislav Zhuk, người đã ghép bà với Alexei Ulanov. Hai người đã giành được bốn danh hiệu Thế giới và Châu Âu liên tiếp. Rodnina / Ulanov giành chức vô địch Thế giới đầu tiên vào năm 1969, đứng trước Tamara Moskvina/Alexei Mishin. Họ đã giành được hai danh hiệu Thế giới tiếp theo, 1970 và 1971, trước cặp đôi đoạt huy chương bạc Lyudmila Smirnova/Andrei Suraikin. Tuy nhiên, Ulanov đã yêu Smirnova, và trước Thế vận hội 1972, cặp đôi này đã quyết định trượt băng cùng nhau vào mùa giải tiếp theo. Rodnina/Ulanov tiếp tục thi đấu tại Thế vận hội 1972, và họ đã giành được huy chương vàng. Sau đó, họ chuẩn bị cho cuộc thi cuối cùng của họ với nhau, Giải vô địch thế giới năm 1972. Trong khi tập luyện cùng nhau một ngày trước khi bắt đầu cuộc thi, cặp đôi đã gặp tai nạn trên thang máy và Rodnina cuối cùng phải nhập viện vì chấn động và tụ máu nội sọ. Bất chấp tai nạn, họ đã có một màn thể hiện mạnh mẽ trong phần thi ngắn, nhận được vài điểm tuyệt đối 6,0. Trong phần thi dài, Rodnina bị hoa mắt chóng mặt, nhưng như vậy là đủ cho danh hiệu Thế giới thứ tư của họ. Ulanov tiếp tục sự nghiệp của mình với Smirnova, trong khi Rodnina tính đến chuyện giải nghệ.
Vào tháng 4 năm 1972, huấn luyện viên Stanislav Zhuk, đề nghị bà hợp tác với vận động viên trượt băng nghệ thuật trẻ của Leningrad Alexander Zaitsev, người có kỹ thuật nhảy tốt và nhanh chóng học được các kỹ thuật căn bản. Bài nhạc minh họa của họ đã bị dừng lại trong bài thi ngắn của họ tại Giải vô địch thế giới năm 1973, có thể do một công nhân người Séc hành động để trả thù cho vụ đàn áp Mùa xuân Praha. Được biết đến với sự tập trung cao độ, hai người đã hoàn thành bài thi của mình trong im lặng, giành được sự hoan nghênh nhiệt liệt và huy chương vàng sau khi hoàn thành, đứng ngay trước cặp Smirnova/Ulanov, và hai người lại đánh bại tiếp cặp đôi trên vào giải năm 1974.
Năm 1974, mối quan hệ giữa hai người Rodnina/Zaitsev và HLV Zhuk trở nên căng thẳng. Họ chuyển qua tập luyện với HLV Tatiana Tarasova. Hai người tiếp tục giành sáu chức vô địch Thế giới liên tiếp, cũng như bảy huy chương vàng châu Âu, và cùng nhau giành chức vô địch Olympic đầu tiên vào năm 1976. Rodnina/Zaitsev đã không thi đấu trong mùa giải 1978–79 vì bà mang thai đứa con trai với Zaitsev sinh ngày 23 tháng 2 năm 1979.  Họ trở lại thi đấu vào năm 1980 để cùng nhau giành chức vô địch Olympic thứ hai của cặp hai người và thứ ba của Rodnina. Ở tuổi 30 và 159 ngày, bà trở thành một trong những nhà vô địch Olympic trượt băng nghệ thuật nữ lớn tuổi nhất. Sau đó họ đã ngừng thi đấu trượt băng nghệ thuật.